# Протовчанська паланка
Протовчанська паланка (1766—1775) — адміністративно-територіальна одиниця Запорізької Січі у 18 столітті. Центр паланки — Личків.
Паланка була розташована по течії річок Протовчі й Орелі, у майбутньому Новомосковському повіті. Виділена 1766 року з Самарської паланки.
До паланки належали села: Перещепине, Котівка, Черенеччина, Петриківка, Китай-город, Могилів, Кільчень, нинішня Голубівка, Курилівка, Плеса, Чорноухівка, Василькове, Грузинівка, Полковнича, Судіївка, Сердюківка, Шугліївка, або Шульгівка, Климівка, Семенчинівка, Балабанівка, Горбулівка, Половнищине, Проданівка, Галушківка, Одарівка, Цеглувата, Сирківка, Лебединці, а також хутори над Царичанкою й Маячками та в урочищах Шуровому й Бабенківці.
Займала невелику, але добре освоєну територію (понад 20 великих поселень та більш ніж 1 тис. зимівників). Як і сусідня Орільська паланка, П.п. мала землеробську спеціалізацію, її найзаможніше з-поміж усіх областей Запорожжя населення підтримувало місцеву і транзитну торгівлю (одна із зон розвитку чумацтва). У відносинах з адміністрацією сусідньої Новоросійської губернії існувало постійне напруження, зумовлене як зазіханнями імперських чиновників на добро запорожців, так і проявами соціального розбійництва-гайдамацтва. Підігрівався конфлікт і постійними втечами українського населення на запорозьку територію. На теренах П.п. знаходили підтримку й антиурядові виступи пікінерів 1769 і наступних років.